# Casa-fàbrica Alabau
La casa-fàbrica Alabau és un edifici situat al carrer d'en Botella, 16-16 bis del Raval de Barcelona, catalogat com a bé cultural d'interès local.

## Història
Francesc Alabau i Forns (1708-1787) era un ric teixidor de seda o «veler» que el 1763 tenia una fàbrica d'indianes al carrer d'en Botella, equipada amb 10 a 12 telers. El 1769 va comprar al mestre de cases Francesc Vilaseca, la seva dona Maria Bàrbara Roca i el seu fill Jacint Vilaseca i Roca, dues cases més al costat de la seva, que després de diverses reformes van configurar una unitat compositiva.
El 1793 s'anunciava al Diario de Barcelona el lloguer de la fàbrica: «En la calle de Botella, núm. 40, se alquila una Fábrica de Indianas, con doce mesas para Pintadores; tres quadras, las dos con diez y seis telares, y la otra para labores de mugeres; todo lo demás concerniente y necesario para un Fábrica: dará razon el Dueño, que vive en la misma casa.» El 1821, el seu fill Joaquim Alabau i Burgada va demanar permís per a fer-hi reformes, segons el projecte del mestre de cases Joan Campasol.
El 2021 es va licitar la rehabilitació integral de l'edifici, promoguda per l'Institut Municipal de l'Habitatge i Rehabilitació de Barcelona (IMHAB), antic Patrionat Municipal de l'Habitatge (PMH).

## Descripció
Casal setcentista que consta de planta baixa i dos pisos. Originalment, els baixos es configuraven amb un accés principal que era flanquejat per dues finestres. En l'actualitat, però, una de les finestres s'ha cegat i a sota s'hi ha obert una porta de reduïdes dimensions. Les tres plantes superiors tenen idèntica configuració, alternant un balcó central (cadascun amb base de rajola catalana i barana de ferro forjat) amb dues finestres laterals, estant totes aquestes obertures emmarcades.
La façana està decorada amb esgrafiats de temàtica és variada, combinant escenes campestres i bucòliques (un infant tallant flors amb unes tisores, un pastor amb un gaiato a l'espatlla, etc.) amb elements aquàtics (la personificació d'un riu, Neptú dominant les onades, etc.) i iconografia característica del repertori barroc (grotescs, garlandes, busts damunt estípits, etc.)
La configuració interior de la casa obeeix a la seva antiga funció com a fàbrica d'indianes. Al voltant d'un pati central s'hi desenvolupen diversos cossos que havien estat, per una banda, espais productius, i de l'altra banda, l'habitatge del propietari.

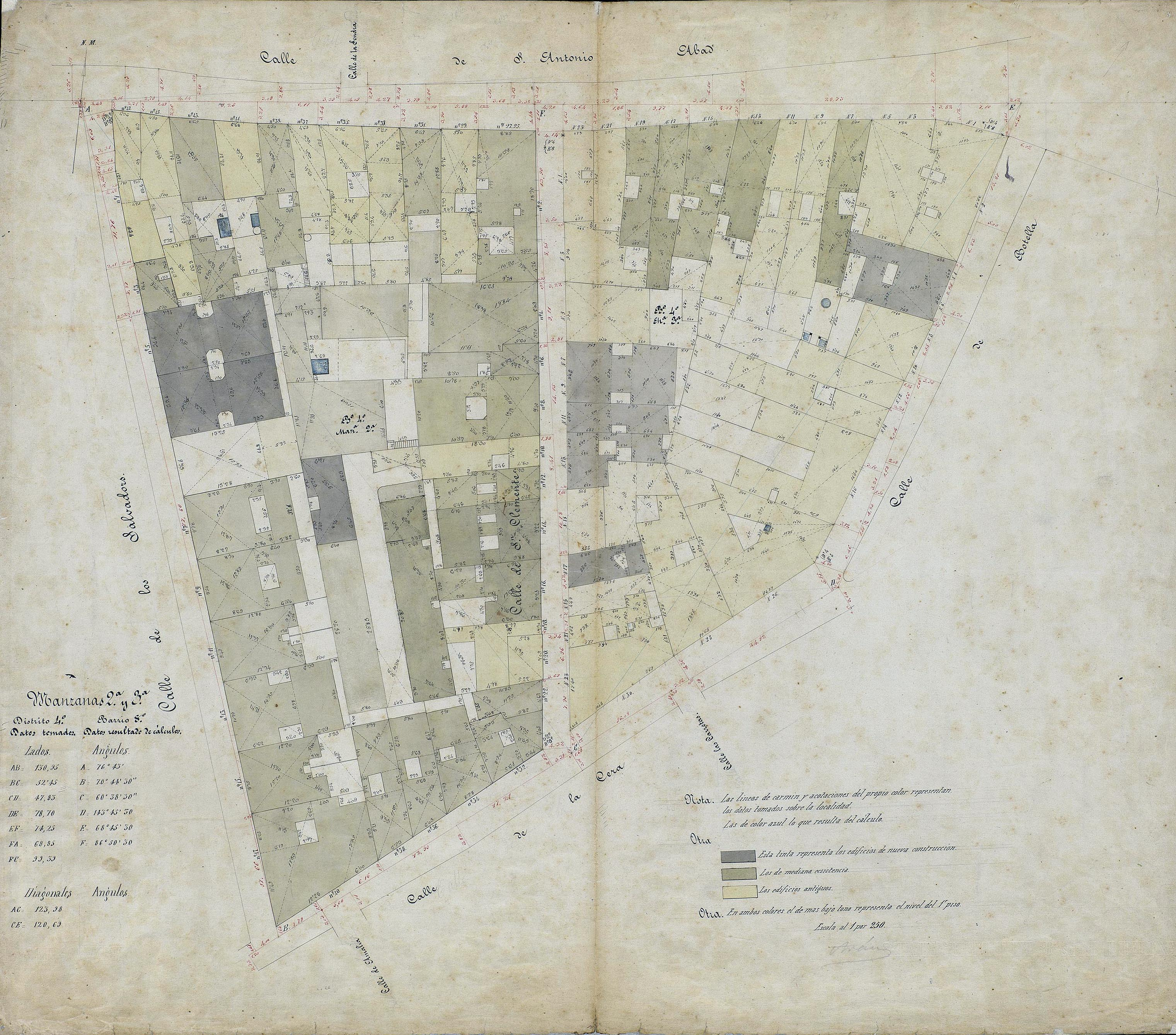
Quarteró núm. 108 de Garriga i Roca (c. 1860)